# Erik Blomster
Erik Blomster (ur. 8 marca 1928 w Seinäjoki) – fiński lekkoatleta, długodystansowiec, medalista mistrzostw Europy z 1950.
Zdobył brązowy medal w biegu na 3000 metrów z przeszkodami na mistrzostwach Europy w 1950 w Brukseli, przegrywając jedynie z Jindřichem Roudným z Czechosłowacji i Petarem Šegedinem z Jugosławii.
Jego rekord życiowy w biegu na 3000 metrów z przeszkodami wynosił 9:04,2 (12 lipca 1953, Kouvola), a w biegu na 5000 metrów 14:35,6 (19 września 1950, Pori).